# Denklingen
Denklingen ist eine Gemeinde im oberbayerischen Landkreis Landsberg am Lech.

## Geografie

### Lage
Es handelt sich um die südwestlichste Gemeinde im Landkreis Landsberg am Lech. Sie liegt auf einer Schotterterrasse westlich des Lechs am Rande des Denklinger Rotwalds und des Sachsenrieder Forsts.
Der niedrigste Punkt befindet sich auf 629 m ü. NHN am Lech, der höchste mit 853 m ü. NHN im Sachsenrieder Forst. Der Ilsingsberg ist 814 m ü. NHN hoch.

### Gemeindeteile
Es gibt neun Gemeindeteile (in Klammern ist der Siedlungstyp angegeben):
- Denklingen (Pfarrdorf)
- Dienhausen (Kirchdorf)
- Epfach (Pfarrdorf)
- Forchau (Weiler)
- Guttenstall (Weiler)
- Lechrainer (Einöde)
- Menhofen (Weiler)
- Neuhof (Weiler)
- Römerau (Weiler)

### Gemarkungen
Es gibt die Gemarkungen Denklingen, Dienhausen und Epfach.

## Geschichte

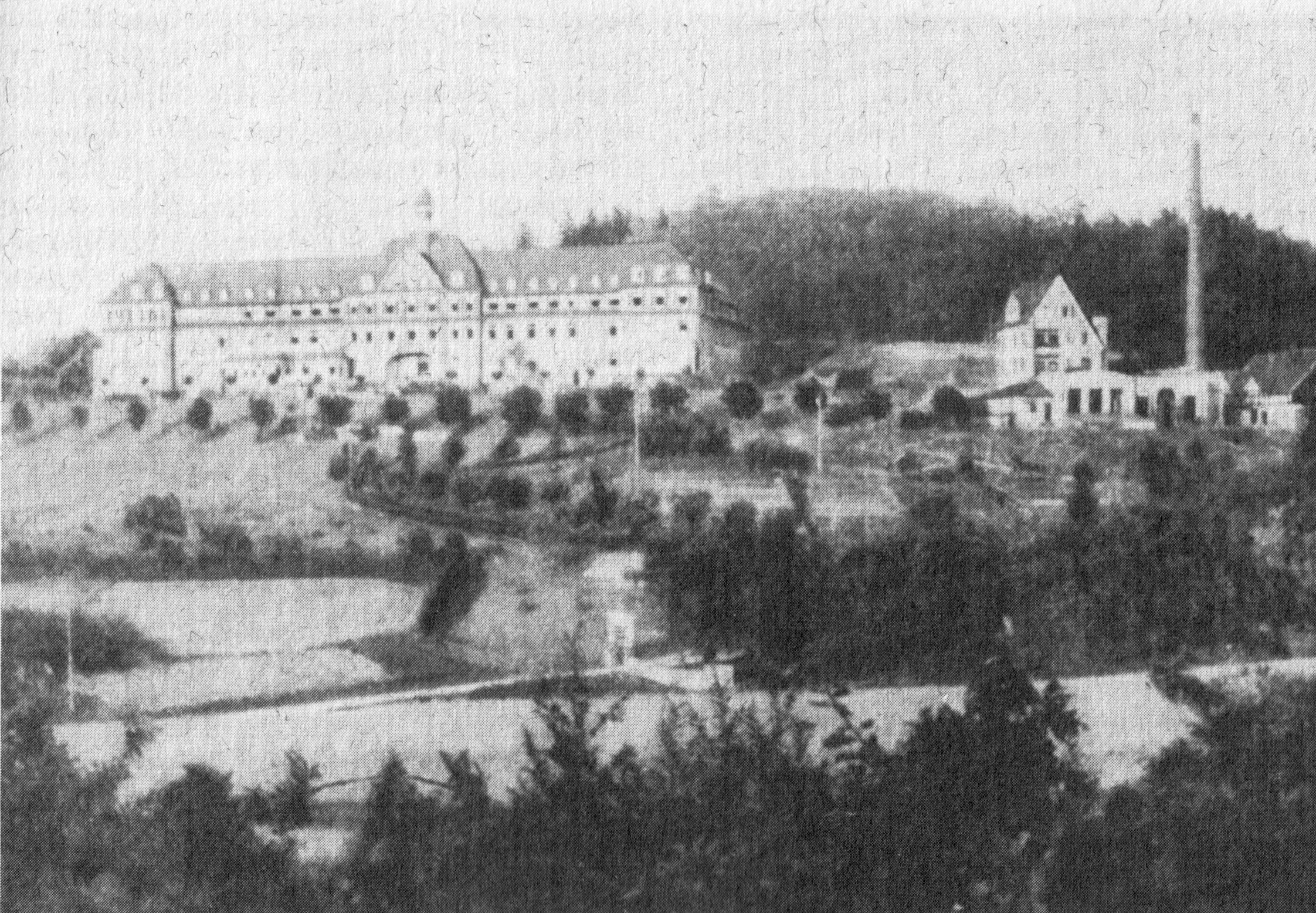
„Heilstätte Denklingen der LVA Rheinprovinz (in den 1920er Jahren)“

Durch das Gemeindegebiet führte die römische Via Claudia Augusta. Auch Spuren vorgeschichtlicher Besiedlung gibt es. Die erste urkundliche Erwähnung war 1104 als „Thengelingen“, vermutlich vom Personennamen Denchilo abgeleitet. Der Denklinger und der Sachsenrieder Forst wurden 1059 als Königsschenkungen beurkundet. Im 13. und 14. Jahrhundert ist ein Ortsadel nachgewiesen, dessen Burg im Bauernkrieg 1525 zerstört worden sein soll.
Denklingen gehörte zum Hochstift Augsburg. Seit der Säkularisation von 1803 gehört der Ort zu Bayern. Im Zuge der Verwaltungsreformen im Königreich Bayern entstand mit dem Gemeindeedikt von 1818 die heutige Gemeinde. Denklingen wurde ab 1803 von Buchloe aus verwaltet und gehörte ab 1862 zum Bezirksamt Kaufbeuren, dem späteren Landkreis Kaufbeuren.
1888 erhielt Denklingen mit der Eröffnung der Fuchstalbahn von Landsberg nach Schongau einen eigenen Bahnhof. Der Anschluss an das Eisenbahnnetz ging im Jahr 1984 mit der Einstellung des Personenverkehrs auf der Strecke wieder verloren.
Beim Gemeindeteil Epfach befand sich bereits zur Römerzeit die Ansiedlung Abodiacum.
Von 1917 bis 1973 gab es in Denklingen ein Forstamt. 1972 kam die Gemeinde zum Landkreis Landsberg am Lech und wechselte von Schwaben nach Oberbayern.

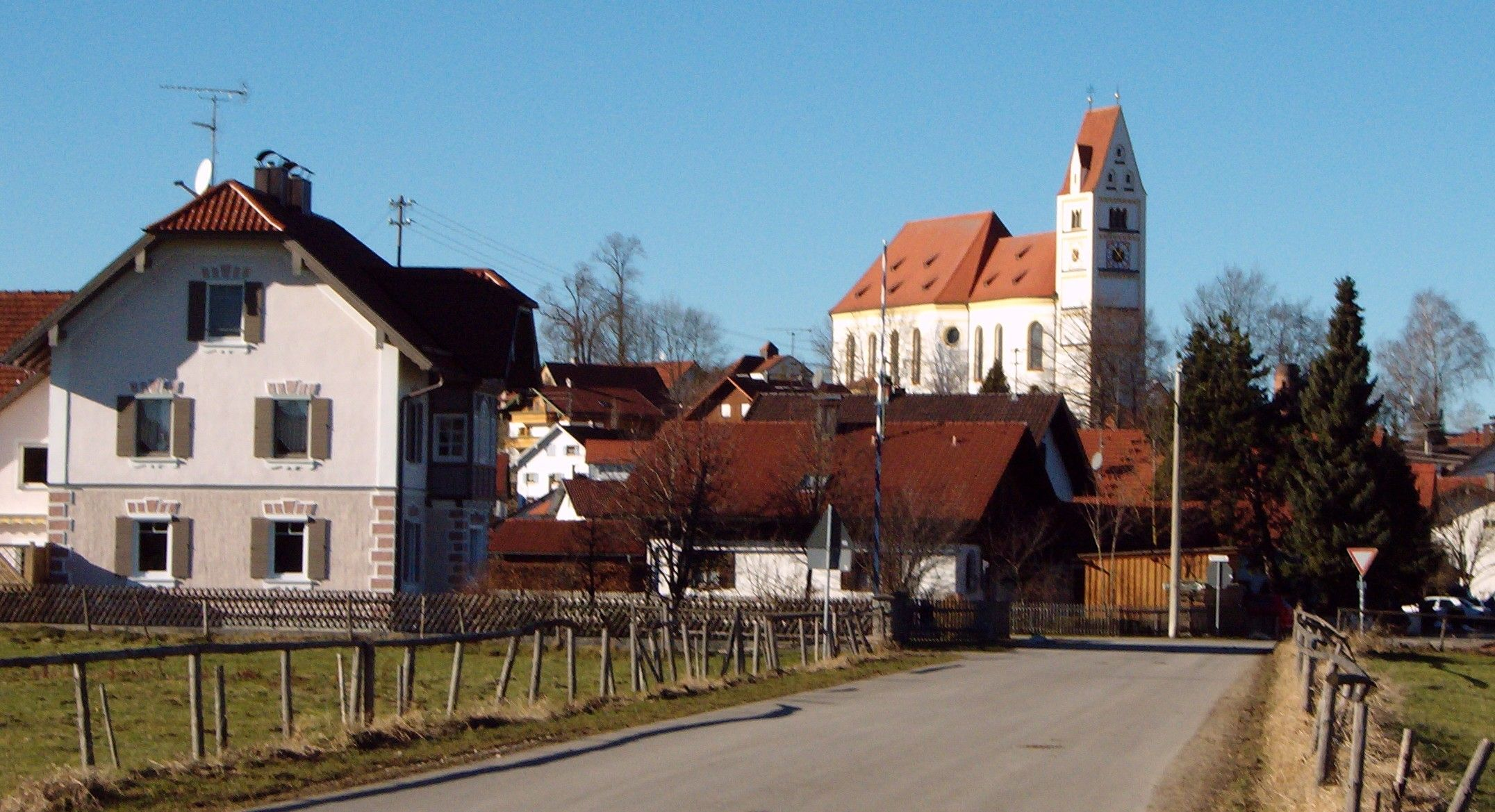
Kirche St. Michael in Denklingen

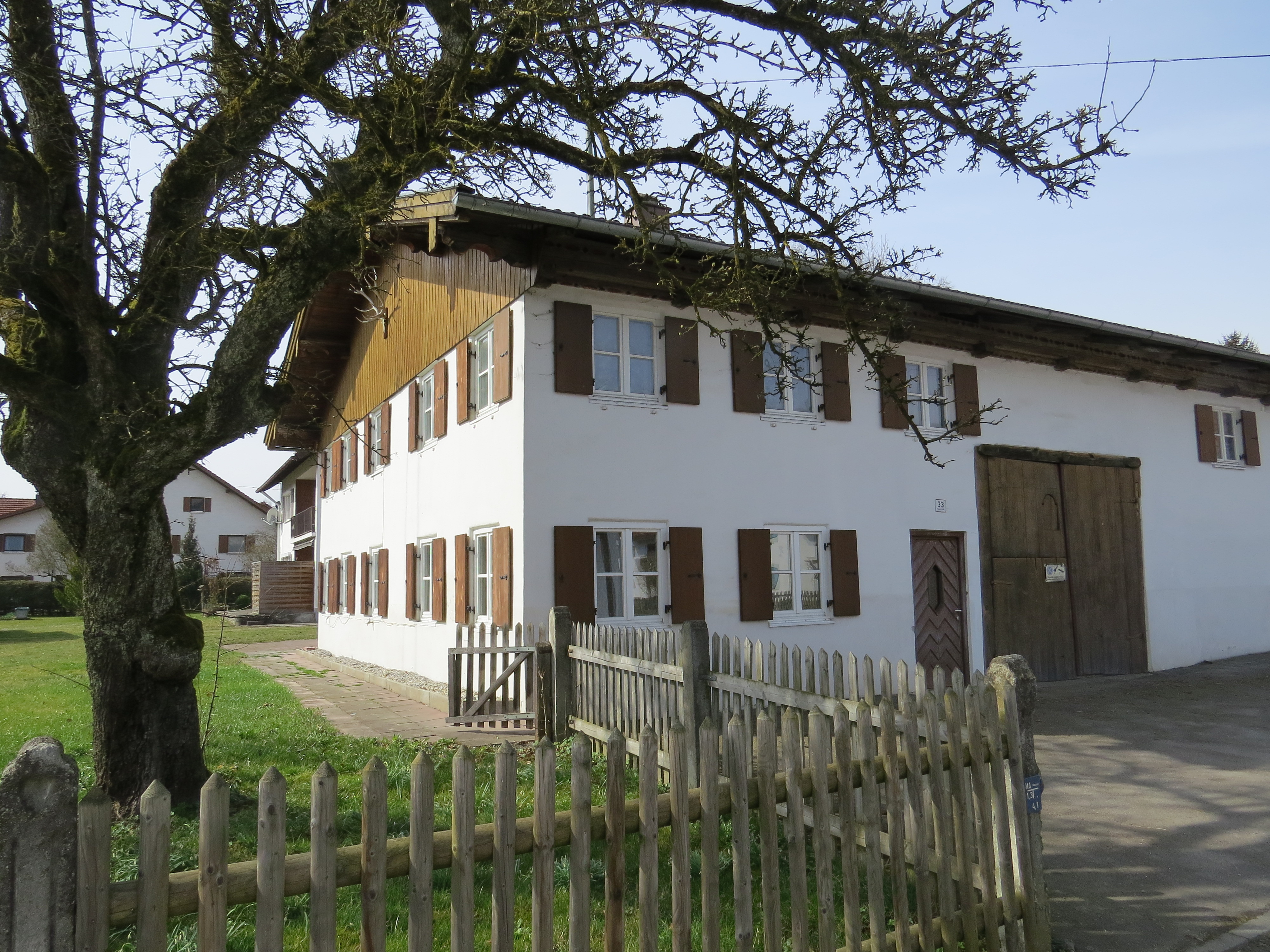
Bauernhaus in Denklingen

### Eingemeindungen
Im Zuge der Gebietsreform in Bayern wurden am 1. Juli 1972 wurden die Gemeinden Dienhausen und Epfach eingegliedert.

### Einwohnerentwicklung
| Jahr      | 1961 | 1970 | 1987 | 1991 | 1995 | 2000 | 2005 | 2010 | 2015 | 2018 |
| --------- | ---- | ---- | ---- | ---- | ---- | ---- | ---- | ---- | ---- | ---- |
| Einwohner | 1883 | 1842 | 1979 | 2177 | 2267 | 2324 | 2478 | 2525 | 2581 | 2786 |

- Zwischen 1988 und 2018 wuchs die Gemeinde von 2040 auf 2786 um 746 Einwohner an bzw. um 36,6 %.

## Politik

### Gemeinderat
Der Gemeinderat besteht aus 14 Mitgliedern und dem Ersten Bürgermeister. Bei der Kommunalwahl vom 15. März 2020 haben von den 2227 stimmberechtigten Einwohnern in der Gemeinde Denklingen 1394 von ihrem Wahlrecht Gebrauch gemacht, womit die Wahlbeteiligung bei 62,60 % lag.
| Gemeinderatswahl 2020(in %) %403020100 32,4531,6926,019,85 FWGDCSUFWGEFWVD | aktuelle Sitzverteilung im Gemeinderat Denklingen (15. März 2020)Insgesamt 14 Sitze - FWGD: 5 - CSU: 4 - FWGE: 4 - FWVD: 1 |

### Bürgermeister
Erster Bürgermeister ist seit 15. Januar 2018 Andreas Braunegger; dieser war zu der außerhalb des Turnus notwendigen Wahl von CSU, Freien Bürgern und Freier Wählergemeinschaft nominiert worden. Sein Vorgänger Michael Kießling, im Amt seit Mai 2014, war in den Bundestag gewählt worden und legte das Amt im Oktober 2017 nieder.

### Wappen
| | Blasonierung: „In Rot ein silberner Weih auf silbernem Dreiberg.“ |
| Wappenbegründung: Der linkshin gewendete Weih (Falke) ist das Stammwappen der ortsadligen Herren von Denklingen, die 1186 durch den Bischof von Augsburg mit Gütern in Denklingen belehnt wurden und bis in das 14. Jahrhundert im Ort nachweisbar sind. Sie erbauten eine Burg auf dem Vogelherd und zogen später als Bürger nach Füssen. Der Falke auf dem Dreiberg ist im persönlichen Wappen von Ulrich von Denklingen überliefert, der von 1336 bis 1347 Abt des Klosters St. Mang in Füssen war. St. Mang übte die Grundherrschaft über viele Anwesen im Gemeindegebiet aus. Der Dreiberg weist auf die Lage der Gemeinde im hügeligen Voralpenland hin. Die Farben Weiß und Rot beziehen sich auf die schon im ausgehenden 12. Jahrhundert nachweisbare Zugehörigkeit zum Hochstift Augsburg. Dieses Wappen wird seit 1950 geführt. |                                                                   |

## Sport
Eishockey:
Der VfL Denklingen/Eishockey nahm von 1966 bis 2015 am Spielbetrieb des BEV teil. Die sportlichen Höhepunkte in der Zeit waren 2007 die Meisterschaft der Bayerischen-Bezirksliga Gruppe IV, der Aufstieg in die Bayerische-Landesliga 1983 und 1980 der Aufstieg in die Natureis-Bayernliga. Von 1983 bis 2003 spielte der VfLD durchgehend in der Bayerischen-Landesliga. Von 2010 bis 2015 bildete der VfL eine Spielgemeinschaft mit dem EV Landsberg 1b in der  Bezirksliga Bayern. Quelle: rodi-db.de

## Freizeit und Kultur
- Das Museum Abodiacum und Lorenzberg im Gemeindeteil Epfach an der Via Claudia Augusta
- Dienhauser Tal mit Dienhauser Weiher
- Kreszentiakapelle im Ortsteil Dienhausen
- Schützenheim des Schützenvereins „Frohsinn“

### Baudenkmäler
- Osteraufkirche an der Via Salina
- Katholische Pfarrkirche St. Michael
- Katholische Pfarrkirche St. Bartholomäus im Ortsteil Epfach
- Kapelle St. Lorenz auf dem Lorenzberg im Ortsteil Epfach

### Dialekt
Die Gemeinde gehört zum ostschwäbischen Sprachraum mit bereits leichten bairischen Einflüssen.

## Wirtschaft
Größter Arbeitgeber am Ort ist die Hirschvogel Umformtechnik GmbH, das Stammwerk der Hirschvogel Group.

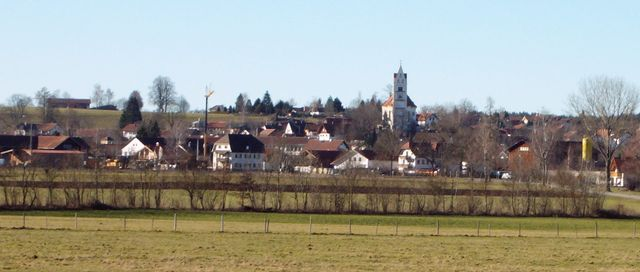
Denklingen von Osten

Die Firma Taxer GmbH hat 2007 ihren Sitz von München nach Denklingen verlegt. Der Entsorgungsfachbetrieb ist seit 1951 im Metall- und Schrotthandel tätig und hat sich in der ehemaligen Kiesgrube an der Dr.-Manfred-Hirschvogel-Straße 10 (ehemals Mühlstraße 10) niedergelassen. Spezialisiert ist der Entsorgungsfachbetrieb auf den Ankauf von Industriemetallen wie Aluminium und Kupfer, bietet aber auch einen Container- und Muldendienst für Bauschutt, Holz, Sperrmüll, Reifen und Papier. Der Familienbetrieb wurde im Oktober 2019 eingestellt und das Grundstück verkauft. 

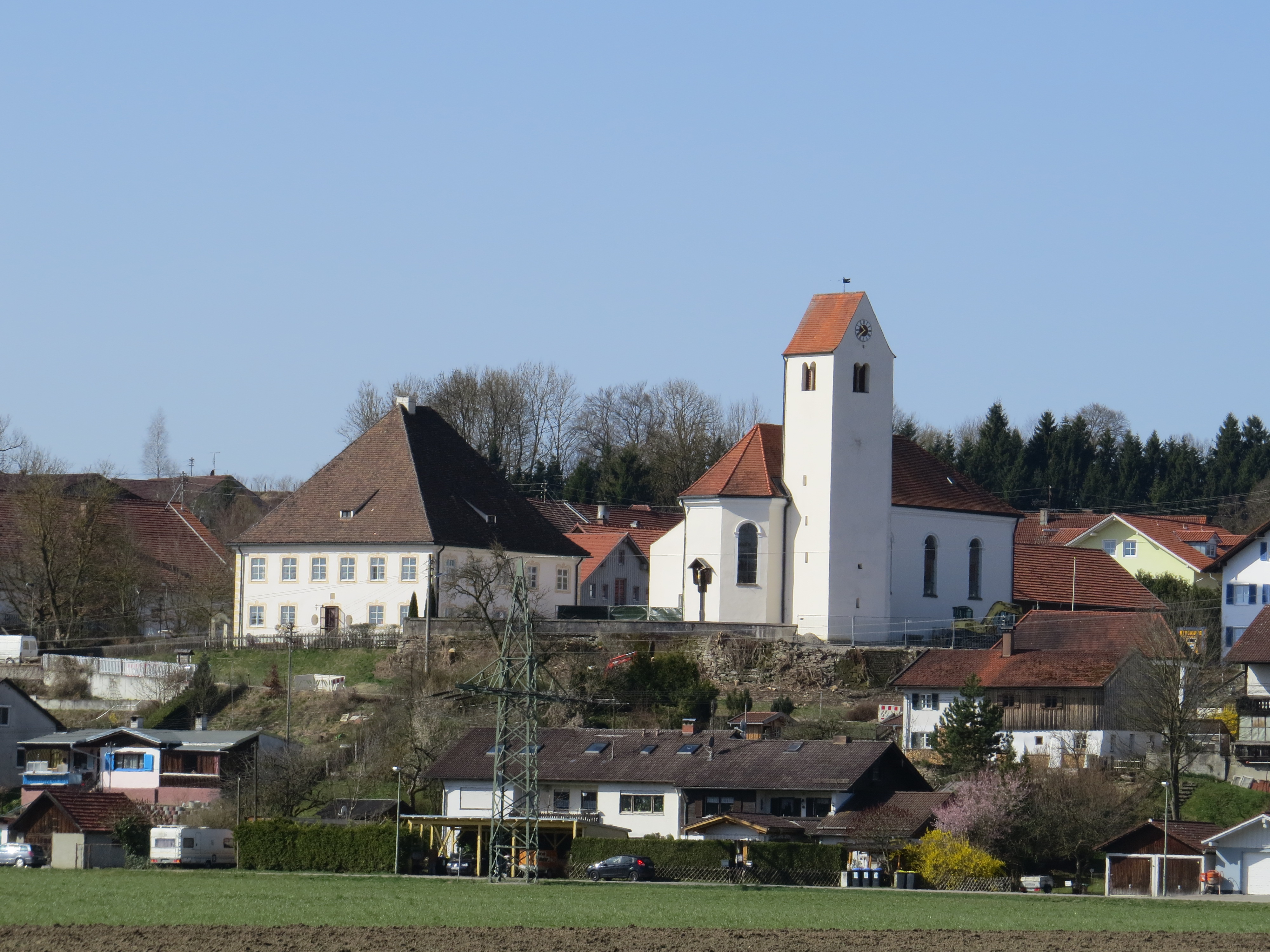
Epfach von Nordosten
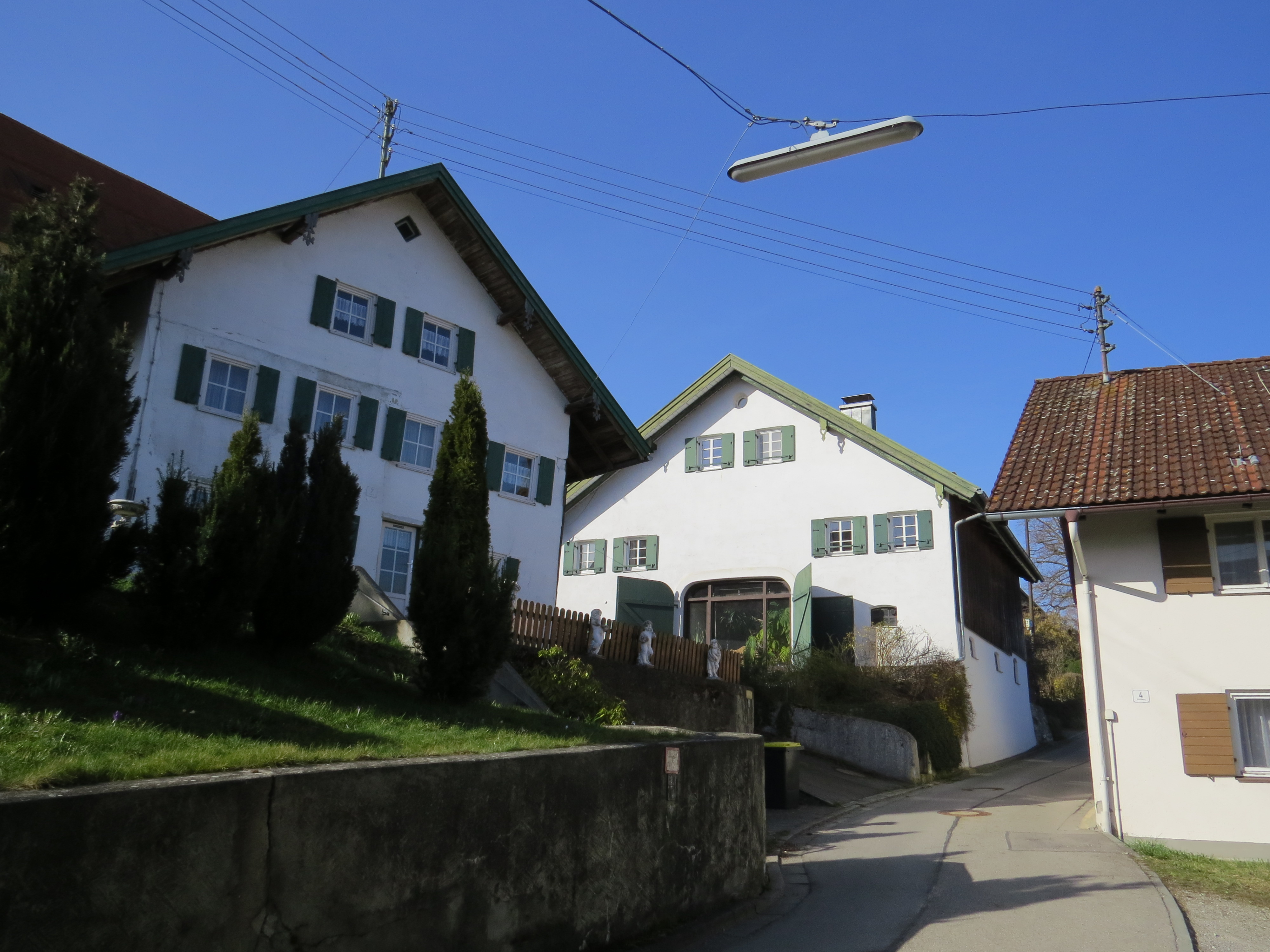
Ensemble Kirchberg in Denklingen
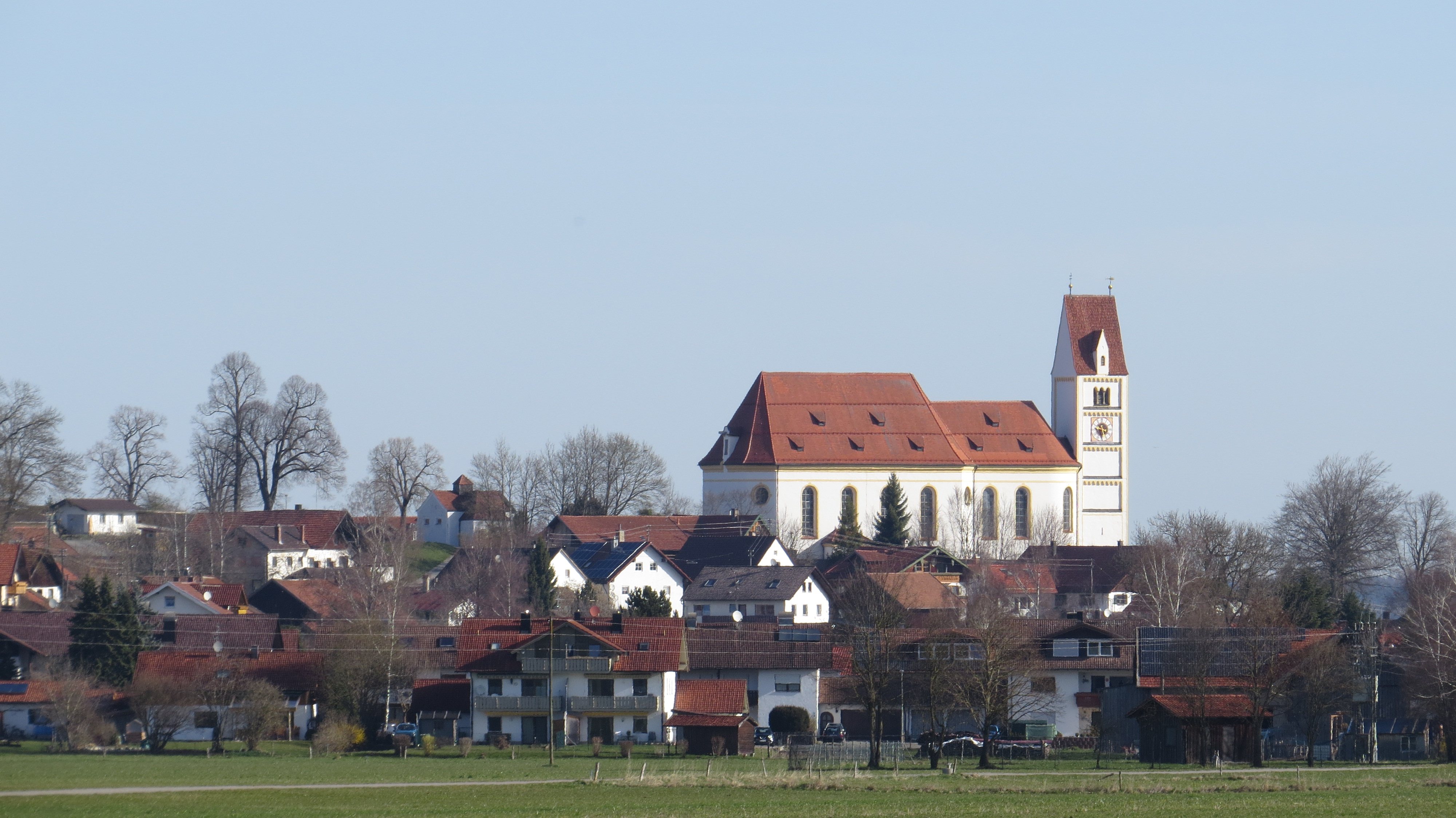
Denklingen von Süden

## Persönlichkeiten
- Claudius Paternus Clementianus (ca. 65–130), römischer Militär und Statthalter, gebürtig aus Epfach
- Carl Borromäus Egger (1772–1849), Domherr in Augsburg und Mitglied der Kammer der Abgeordneten
- Rudolf Bender (1860–1945), Architekt, preußischer Baubeamter und Politiker